# Duffy (chanteuse)
Pour les articles homonymes, voir Duffy.
Aimée Ann Duffy, alias Duffy, est une chanteuse britannique, née le 23 juin 1984 à Bangor (Gwynedd).

## Biographie

Duffy en concert en 2008.

Aimée Ann dite Duffy a grandi à Nefyn sur la presqu'île de Llŷn au pays de Galles. Lors du divorce de ses parents, Duffy (alors âgée de dix ans), sa sœur jumelle Katy, sa sœur aînée Kelly et leur mère s'installent dans le Pembrokeshire. Sa langue maternelle est le gallois.
Elle considère que la chanson a toujours été une part d'elle, mais étant originaire d'un petit village elle préféra conserver cette envie secrète. Elle n'en parla à personne jusqu'à l'âge de seize ans, quand ses amis l'encouragèrent à chanter.
À l'âge de dix-sept ans, la jeune Duffy, encore mineure, est repérée sur un site musical anglo-saxon par le producteur américano-suisse Soren Mounir, - également connu sous le pseudonyme de Dorian Gray en tant qu'interprète - avec lequel elle va coécrire près de 50 chansons sous le nom de Soulego. Le duo, composé à Genève entre 2002 et 2003, se produit sur scène en juillet 2003 au pays de Galles lors du festival Wakestock, considéré comme l'un des plus importants du Royaume-Uni.
À l'âge de dix-neuf ans, elle décide d'utiliser le pseudonyme Duffy dans sa vie professionnelle comme personnelle.
Duffy est sous contrat avec A&M Records depuis 2007. Elle participe au show télévisé Later with Jools Holland en novembre 2007 et à nouveau en février 2008. Elle interprète Mercy qui parvient en tête des ventes dans de nombreux pays européens, et reste cinq semaines en tête des ventes de singles au Royaume-Uni.
Après un Grammy, elle gagne aux Brits Awards 2009.
En 2010, elle sort un second album, intitulé Endlessly.
En février 2011, Duffy annonce avoir pris la décision de faire une longue pause afin de préparer un troisième album.
En 2013, elle apparaît aux Francofolies dans un hommage à Édith Piaf. Elle y reprend Hymn To Love. L'événement prend place au Beacon Theatre à New York, le 19 septembre 2013, puis est diffusé en différé sur France 2, le 5 octobre.
En mai 2015, il a non officiellement été annoncé qu'elle ferait son retour sur le devant de la scène avec un nouvel album au cours de l'année 2016.
Elle fait une apparition en tant que Timi Yuro dans le film Legend. Elle chante 3 chansons pour la bande son du film : 2 reprises de Timi Yuro et une musique originale. "Whole Lot Of Love" est ainsi son nouveau single sorti en septembre 2015 en même temps que le titre "Dear Heart" (composition originale également).
Le 23 février 2020, elle explique son absence sur le réseau social Instagram en confiant avoir été victime de viols, droguée et retenue en captivité durant plusieurs jours.

## Comparaison avec d'autres chanteuses
Duffy est une des chanteuses les plus importantes appartenant à la catégorie des « nouvelles Amys » (en référence à la chanteuse Amy Winehouse). Sous le titre Les Nouvelles Amys, Adam Thompson a écrit dans The Times : « Duffy, Gabriella Cilmi et Adele mènent l'attaque en vue de devenir la prochaine Amy Winehouse. À première vue, elles ont toutes de grands yeux innocents et beaucoup de talent - un point de départ qui semble familier, non ? ». Duffy elle-même n'apprécie pas être appelée « la nouvelle Dusty Springfield ». Elle dit ne pas comprendre cette comparaison et estime que la comparer à d'autres ou la placer dans un mouvement est un « gimmick ». Elle juge que « personne n'est remplaçable ». 
La chanteuse Alison Goldfrapp, pour sa part, pense que même si Duffy a une voix extraordinaire, on l'a entraînée à avoir le même type de son qu'Amy Winehouse, dans le cadre d'un plan marketing, croyant (de façon erronée) que Duffy était allée à la Brit School (une école enseignant les arts, située à Londres).
La chanteuse britannique Estelle a critiqué Duffy et Adele pour ne pas représenter comme il le faudrait la véritable musique soul. Duffy s'accorda sur cette critique en disant elle-même qu'elle n'essayait pas de « définir » la musique soul mais contesta le fait que la couleur de peau devait être d'une quelconque importance.  

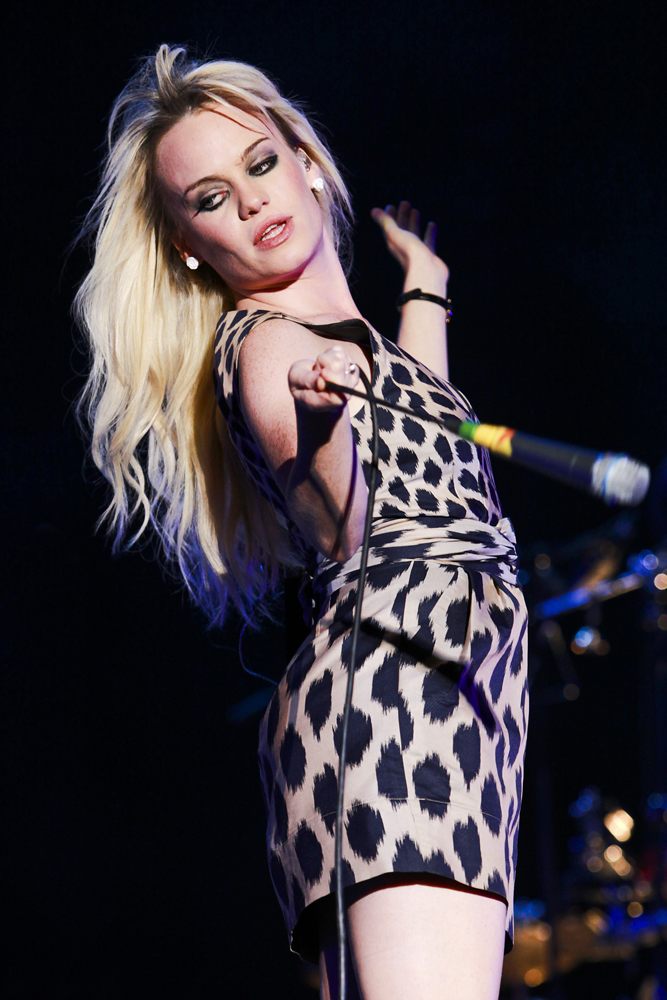
Duffy au Superbock Festival le 17 juillet 2009.

Aux États-Unis, Duffy est vue comme faisant partie d'une récente vague de chanteuses britanniques, ou « envahisseuses britanniques » ayant investi le courant Retro-soul. Là-bas, la Motown est vue comme une influence cruciale sur cette "vague",,,.

## Discographie

### Albums
- 2008 : Rockferry
- 2010 : Endlessly

### EP
- 2004 : Aimée Duffy
- 2008 : Rockferry (Limited Vinyl 7/EP)

### Singles
- 2007 : Rockferry
- 2008 : Mercy
- 2008 : Warwick Avenue
- 2008 : Stepping Stone
- 2008 : Rain On Your Parade
- 2010 : Well Well Well
- 2011 : My Boy (annulé)

| Année | Single | Meilleure position dans le Hit-Parade | Meilleure position dans le Hit-Parade | Meilleure position dans le Hit-Parade | Album     |
| Année | Single | FR                                    | FR TL                                 | R-U                                   | Album     |
| ----- | ------ | ------------------------------------- | ------------------------------------- | ------------------------------------- | --------- |
| 2008  | Mercy  | 2                                     | 1                                     | 1                                     | Rockferry |

## Membres du groupe
- Aimée Duffy : chant
- Bernard Butler : guitare, piano, percussions
- Makoto Sakamoto : batterie
- David McAlmont : chant
- Tobi Oyerinde : guitare
- Ayo Oyerinde : claviers
- Tom Meadows : batterie
- Ben Epstein : guitare basse
- Jon Green : guitare
- Josh McKenzie : percussions